# Digitaltag
Der Digitaltag ist ein bundesweiter jährlicher Aktionstag, der digitale Teilhabe in der Gesellschaft fördern soll. Er wurde 2019 von der Initiative Digital für alle ins Leben gerufen und am 19. Juni 2020 erstmals mit über 1.400 angemeldeten Aktionen ausgetragen. Am Digitaltag finden in Deutschland verschiedene Aktionen statt, wie beispielsweise Seminare, Workshops, Tage der offenen Tür oder Diskussionen, rund um Themen der Digitalisierung. Dadurch sollen unterschiedliche Aspekte der Digitalisierung diskutiert und digitale Technologien für möglichst viele Menschen in Deutschland verständlich, erlebbar und zugänglich gemacht werden. Es können Privatpersonen, Vereine, Organisationen, Unternehmen und öffentliche Institutionen Aktionen anmelden und teilnehmen.
Anlässlich des Digitaltags verleiht die Initiative jedes Jahr den Preis für digitales Miteinander, der gemeinwohlorientierte Projekte und Initiativen auszeichnet, die sich für digitale Teilhabe einsetzen oder digitale Technologien dafür nutzen, das gesellschaftliche Miteinander zu stärken.

## Ziele
Ziel der Initiative Digital für alle ist es laut eigenen Angaben, digitale Teilhabe aller Menschen zu fördern und mit einem gesellschaftsübergreifenden Dialog die Digitalisierungstrends zu begleiten. Die Initiative will bewirken, dass alle Menschen sich mit digitalen Technologien und im digitalen Raum zurechtfinden und bei den Entwicklungen mit einbezogen werden. Daher sollen am Digitaltag Menschen lokal mit digitalen Lösungen in Berührung kommen können. Im Februar 2021 veröffentlichte die Initiative gemeinsame Leitlinien zur Förderung digitaler Teilhabe und diskutierte diese öffentlich. Demnach appelliert die Initiative für mehr Partizipation aller gesellschaftlicher Gruppen und mehr Förderung digitaler Kompetenzen und digitalen Engagements.
Zum Digitaltag veröffentlicht die Initiative jährlich eine beauftragte Studie zum Thema digitale Teilhabe. Im Rahmen der repräsentativen Befragung werden die Einstellungen zur Digitalisierung sowie die Fähigkeiten und der Umgang mit digitalen Technologien von mehr als 1.000 Personen über 16 Jahren abgebildet.

## Trägerschaft und Akteure
Trägerin des Digitaltags ist die Initiative „Digital für alle“, ein Zusammenschluss von 27 Organisationen aus den Bereichen Zivilgesellschaft, Kultur, Wissenschaft, Wirtschaft, Wohlfahrt und öffentliche Hand. Träger der Initiative sind:
- AWO Bundesverband
- BAGSO Bundesarbeitsgemeinschaft der Senioren-Organisationen
- Bundesverband der Deutschen Industrie (BDI)
- Bitkom
- Bundeselternrat
- Deutsche Forschungsgemeinschaft (DFG)
- Deutscher Bibliotheksverband (dbv)
- Deutscher Bundesjugendring
- Deutscher Caritasverband
- Deutscher Kulturrat
- Deutscher LandFrauenverband
- Deutscher Landkreistag
- Deutscher Naturschutzring
- Deutscher Olympischer Sportbund (DOSB)
- Deutscher Städtetag
- Deutscher Städte- und Gemeindebund (DStGB)
- Deutscher Volkshochschul-Verband (DVV)
- Deutsches Rotes Kreuz (DRK)
- Diakonie Deutschland – Evangelisches Werk für Diakonie und Entwicklung
- Hartmannbund – Verband der Ärzte Deutschlands
- Hochschulrektorenkonferenz (HRK)
- TÜV-Verband
- Verband kommunaler Unternehmen (VKU)
- Verbraucherzentrale Bundesverband (vzbv)
- Vereinte Dienstleistungsgesellschaft (ver.di)
- Zentralverband des deutschen Handwerks (ZDH)
- Zentralwohlfahrtsstelle der Juden in Deutschland (ZWST)

## Preise

### Preis für digitales Miteinander
Die Initiative „Digital für alle“ verleiht jährlich den Preis für digitales Miteinander. Der Preis wird anlässlich des Digitaltags verliehen. Er zeichnet Projekte und Initiativen aus, die digitale Technologien zum Wohl der Gesellschaft einsetzen.
Die Jury bestand 2024 aus Mario Brandenburg, zum damaligen Zeitpunkt Parlamentarischer Staatssekretär bei der Bundesministerin für Bildung und Forschung, Markus Richter, Staatssekretär im Bundesministerium des Innern und für Heimat und Beauftragter der Bundesregierung für Informationstechnik, Anne Kjær Bathel, Geschäftsführerin und Mitgründerin der ReDI School of Digital Integration, Heinrich Bedford-Strohm, ehemaliger Vorsitzender des Rates der Evangelischen Kirche in Deutschland, Amrei Feuerstack, 1. Vorsitzende found it = e. V., Julia Freudenberg, Geschäftsführerin der Hacker School, Mark Heywinkel, Mitglied der Chefredaktion und Leiter Formatentwicklung Zeit Online, und Ralf Wintergerst, Präsident des Bitkom.
Der Jurypreis war 2024 mit insgesamt 10.000 Euro dotiert und wurde in den Kategorien „Digitale Teilhabe“ und „Digitales Engagement“ verliehen.

### Publikumspreis für digitales Miteinander
Der Publikumspreis für digitales Miteinander wird seit 2020 jährlich im Dezember verliehen. Bewerben können sich Initiativen und Projekte, die sich dafür einsetzen, digitale Räume und Technologien für alle Menschen zugänglicher zu gestalten oder die mithilfe digitaler Technologien das Miteinander im digitalen Raum fördern und stärken. Aus jährlich über 100 Bewerbungen entscheidet das Online-Publikum über das Gewinnerprojekt.

### SonderpreisDigitale Weihnachtshelden
Im Dezember 2020 wurde erstmals der Sonderpreis für „Digitale Weihnachtshelden“ verliehen. Dieser richtete sich an Initiativen und Projekte, die mithilfe digitaler Technologien das Miteinander in der Weihnachtszeit stärkten. Der Preis wurde in den Kategorien „Gesellschaft“ und „Kultur“ vergeben. Ein Online-Voting bestimmte aus über 150 Bewerberprojekten die jeweils ersten Gewinnerprojekte. Der jeweils erste Platz erhielt 5.000 Euro, der jeweils zweite Platz 3.000 Euro, der jeweils dritte Platz 2.000 Euro.

## Digitaltage
Chronologisch absteigend:

### 2025
Der sechste bundesweite Digitaltag findet am 27. Juni 2025 statt und steht unter dem Motto „Digitale Demokratie: Mitreden. Mitgestalten. Mitwirken.“ Die Aktionswoche läuft vom 21. bis 29. Juni 2025. Erneut wird der Preis für digitales Miteinander vergeben, dessen Jurypreis mit 5.000 Euro dotiert ist.

### 2024
Der fünfte bundesweite Digitaltag fand am 7. Juni 2024 statt. Unter dem Motto „Künstliche Intelligenz – gemeinsam entdecken, erleben, ausprobieren“ lag der Fokus auf dem Thema Künstliche Intelligenz und die Auswirkungen der Technologie auf die Gesellschaft. Bundesweit fanden in der Aktionswoche vom 1.–9. Juni mehr als 2.500 Aktionen statt. Eröffnet wurde der halbtägige Digitaltag-Livestream von Volker Wissing, Bundesminister für Verkehr und Digitales. Zugeschaltet im Laufe des Tages waren u. a. Dirk Schrödter, Chef der Staatskanzlei in Schleswig-Holstein, und Christian Pegel, Digitalminister des Landes Mecklenburg-Vorpommern. Bitkom-Präsident Ralf Wintergerst und Bundes-CIO Markus Richter ehrten die Preisträgerinnen und Preisträger des Preises für digitales Miteinander, Sonay soziales Leben e. V. und KARO e. V., im Livestream.

### 2023
Der vierte Digitaltag fand am 16. Juni 2023 statt. Unter dem Motto „Digitalisierung: Entdecken. Verstehen. Gestalten“ wurde erstmals ein Fokusthema gewählt: Digitale Kompetenzen. Bei der Eröffnung mit BMFSFJ-Staatssekretär Sven Lehmann zeigte die Hansestadt Lübeck mit Bürgermeister Jan Lindenau und einem umfassenden Digitaltag-Programm, wie vor Ort Digitalisierung erlebbar wird. Der Aktionstag erfuhr erneut breite politische Unterstützung aus Bund und Ländern: Bundesbildungsministerin Bettina Stark-Watzinger und Bundes-CIO Markus Richter tauschten sich mit den Preisträgerinnen und Preisträgern des Preises für digitales Miteinander aus, Bundesminister für Digitales und Verkehr Volker Wissing betonte in seiner Grußbotschaft die Bedeutung digitaler Teilhabe und Barrierefreiheit mit Bezug auf die Digitalstrategie Deutschland, Bundesfamilienministerin Lisa Paus tauschte sich auf der re:publica mit dem Digitaltag-Team zu digitalem Engagement aus und zahlreiche Ministerpräsidentinnen und -Präsidenten gaben Einblicke in das Engagement der Bundesländer.

### 2022
Der dritte bundesweite Digitaltag wurde am 24. Juni 2022 ausgetragen. Der Digitaltag 2022 wurde vom Bundesministerium des Innern und für Heimat aufgrund eines Beschlusses des Deutschen Bundestages gefördert. Nancy Faeser, Bundesministerin des Innern und für Heimat, erklärte bei der Eröffnung des Digitaltags: „[…] für mehr digitale Teilhabe aller Menschen müssen viele Faktoren zusammenwirken. Digitale Anwendungen müssen gut uns einfach zugänglich sein und wir wollen möglichst viele Menschen in die Lage versetzen, diese Anwendungen auch sicher und kompetent zu nutzen. Dafür setzt der Digitaltag als bundesweiter Aktionstag zur Förderung digitaler Teilhabe ein deutliches Zeichen.“
Im dritten Jahr konnte der Berliner Verein Neue Chance e. V. mit dem Projekt „Digitales Zuhause“ in der Kategorie „Digitale Teilhabe“ überzeugen. Wohnungslose werden hier mit digitalen Endgeräten versorgt und erhalten persönliche Schulungen durch erfahrene Fachkräfte der Sozialarbeit im Betreuten Wohnen, in Notübernachtungen und anderen Einrichtungen der Wohnungslosenhilfe. In der Kategorie „Digitales Engagement“ gewann die „Senf.App“ aus Köln, eine digitale Plattform für Bürgerbeteiligung und Partizipation zur Stadtentwicklung.
Barrierefreies Musizieren mittels digitaler Medien und Online-Buddies gegen Einsamkeit erkrankter Kinder: Der Preis für digitales Miteinander ging 2023 nach Tuttlingen (Baden-Württemberg) und Bonn (Nordrhein-Westfalen). Aus über 350 Bewerbungen wurden die Projekte „Musiklusion“ in der Kategorie „Digitale Teilhabe“ und das „HerzCaspar Online-Buddy-Programm“ in der Kategorie „Digitales Engagement“ ausgezeichnet.

### 2021
Der zweite Digitaltag am 18. Juni 2021 fand mit über 2.000 Aktionen im hybriden Format, d. h. online und vor Ort, statt.
2021 gewann in der Kategorie „Digitale Teilhabe“ das Projekt „Digitales Lernen für ältere Menschen“ vom Bümmersteder Seniorenbüro der ev.-luth. Kirchengemeinde Osternburg in Oldenburg. In Tandems lernen Ältere von jüngeren Mentoren den Umgang mit digitalen Technologien wie Tablets, um aktiver am Leben teilhaben zu können. In der Kategorie „Digitales Engagement“ gewann der „Mitwirk-O-Mat“, eine digitale Anwendung, bei der ein Algorithmus nach der Beantwortung einiger Fragen zu den eigenen Einstellungen und Interessen passendes Engagement vorschlägt. Dafür ausgezeichnet würden Lebendiges Lüneburg und die Ehrenamtskoordination Gütersloh. Die beiden Projekte setzten sich gegen mehr als 300 Mitbewerber durch.

### 2020
Der erste Digitaltag fand am 19. Juni 2020 statt. Im Rahmen des Digitaltags fanden über 1.400 Aktionen auf lokaler Ebene und aufgrund der Corona-Pandemie nur im digitalen Raum statt. Veranstaltet wurden die Aktionen von unterschiedlichen Akteuren, zum Beispiel lokalen Vereinen, Unternehmen sowie ehrenamtlichen Initiativen. Die Aktionen drehten sich zum Beispiel um aktuelle Herausforderungen des Homeoffice oder des Hausunterrichts. die ländliche Entwicklung durch digitale Technologien oder digitale Verwaltungen. Dazu waren zahlreiche politische Akteure sowie Ministerien auf Landes- und Bundesebene vertreten, darunter z. B. die Beauftragte der Bundesregierung für Digitalisierung, Dorothee Bär, oder die FDP-Fraktion im Bundestag. Bundespräsident Frank-Walter Steinmeier beteiligte sich mit einer Ansprache, einem Bürgerdialog sowie der Würdigung der Preisträger des Preises für digitales Miteinander.
Der Preis für digitales Miteinander wurde erstmals am 18. Juni 2020 vom Bundespräsidenten Frank-Walter Steinmeier verliehen. In der Jury waren u. a. Bundesministerin für Ernährung und Landwirtschaft Julia Klöckner sowie Bundesministerin für Familie, Senioren, Frauen und Jugend Franziska Giffey vertreten. Neben den beiden ständigen Kategorien wurde 2020 ein „Corona-Sonderpreis“ vergeben. 2020 gewannen die Projekte Dorf.Zukunft.Digital („Digitale Teilhabe“), tatkräftig e. V. („Digitales Engagement“) sowie in der Sonderkategorie „Digitales Miteinander in Zeiten von Corona“ Rettungs-Ring.de.

## Medienresonanz
Neben breiter lokaler Berichterstattung (u. a. die Tagesschau berichtet über den Digitaltag 2023 im Saarland, Oberpfalz TV gibt Einblicke in den Digitaltag der Stadt Amberg, Saarbrücker Zeitung schreibt zu Programmierangeboten für Mädchen, Westdeutsche Allgemeine Zeitung gibt Einblicke in Gaming-Angebote zum Aktionstag) gibt es bundesweite Medientreffer: Der Digitaltag war Thema in der 20-Uhr-Tagesschau, sowie in den Tagesschau-Nachrichten am Mittag. Die Digitaltag-Studie 2023 wurde in einem Interview in der Tagesschau sowie in einem Beitrag im rbb24 Inforadio eingeordnet.